# المخنق (السوادية)

تعديل مصدري - تعديل

المخنق هي إحدى قرى عزلة ال حسن بمديرية السوادية التابعة لمحافظة البيضاء، بلغ تعداد سكانها 276 نسمة حسب تعداد اليمن لعام 2004.